# Leonardo Véliz
Leonardo Iván Véliz Díaz (3 de setembre de 1945) és un exfutbolista xilè.

## Selecció de Xile
Va formar part de l'equip xilè a la Copa del Món de 1974.